# Estanyets de Pals
Els Estanyets de Pals són un conjunt d'ullals o surgències d'origen natural situats al terme municipal de Pals. Aquesta zona humida ocupa una superfície de 4,72 Ha. Es tracta d'un tipus d'ambients de gran singularitat hidrològica i molt escassos a Catalunya, ja que reapareixen només en alguns punts del Delta de l'Ebre i dels Aiguamolls de l'Empordà.
Els tres ullals, que es coneixen amb els noms d'Ullal del Camí, Ullal del Camp i Ullal del Safareig, es troben totalment
envoltats per conreus herbacis, fet que afavoreix una certa contaminació de les aigües i altera el funcionament hidrològic
de l'aqüífer circumdant.
Actualment la vegetació natural de l'espai ha estat substituïda gairebé totalment pels conreus. Cal estudiar detingudament les comunitats aigualoses dels ullals, que poden presentar espècies d'invertebrats o d'algues d'elevat interès.
Actualment aquest espai, de gran singularitat hidrològica, no està inclòs dins cap espai natural protegit, a part de la seva
inclusió dins l'Inventari de zones humides.